# Лучіан Блаґа
Лучіан Блаґа (рум. Lucian Blaga, 9 травня 1895, Ланкрем, Алба — 6 травня 1961, Клуж) — румунський філософ, поет, перекладач, драматург. Також журналіст. Професор університету Клужа та Сібіу, дипломат.
Філософські твори Блаґи зібрані в тритомник: «Трилогія знання» (1943), «Трилогія культури» (1944) і «Трилогія цінностей» (1946).

## Біографія
Народився в сім'ї православного священика. Навчався в німецькій гімназії в Себеш, потім в Брашові, Сібіу (богослов'я), Відні (філософія).
Дебютував як поет в 1919, в 1920 захистив дисертацію з філософії.
З 1926 — на дипломатичній службі (Варшава, Прага, Лісабон, Берн, Відень). У 1936 був обраний до Академії Румунії. З 1939 викладав філософію культури в університетах Клужа і Сібіу, очолював Клужську академічну бібліотеку, займався журналістикою.
У післявоєнній Румунії знаходився в соціальній і культурній ізоляції. У 1956 був висунутий кандидатом на Нобелівську премію від Франції та Італії, але комуністичне керівництво Румунії, вважаючи Блаґу «буржуазним ідеалістом», чинило тиск на Нобелівський комітет і перешкодило розгляду його кандидатури.
До 1962 літературні твори Блаґи не публікувалися.

## Пам'ять
- На сьогодні Університет «Лучіан Блаґа» в Сібіу носить його і'мя

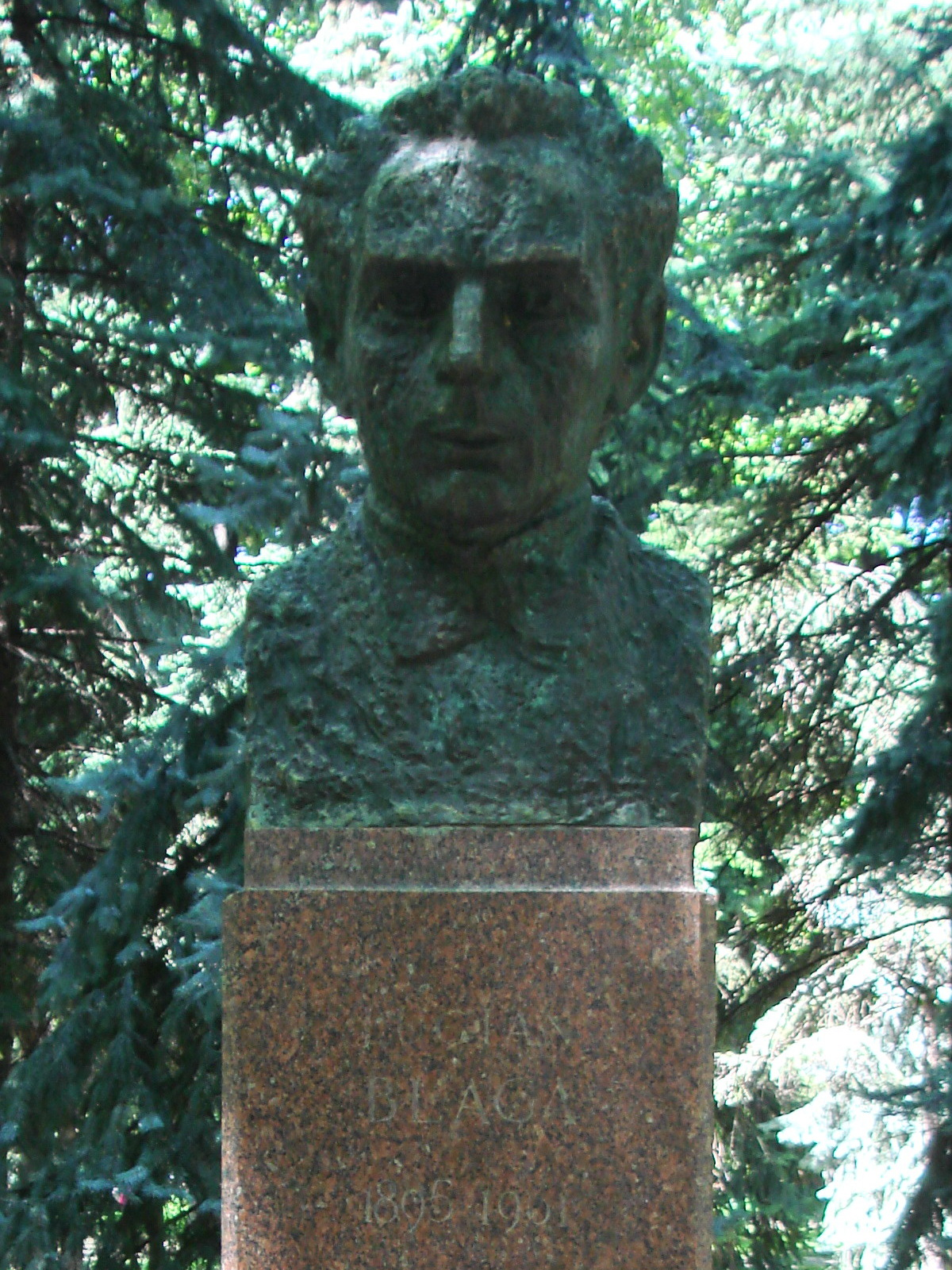
Погруддя в Алеї Класиків
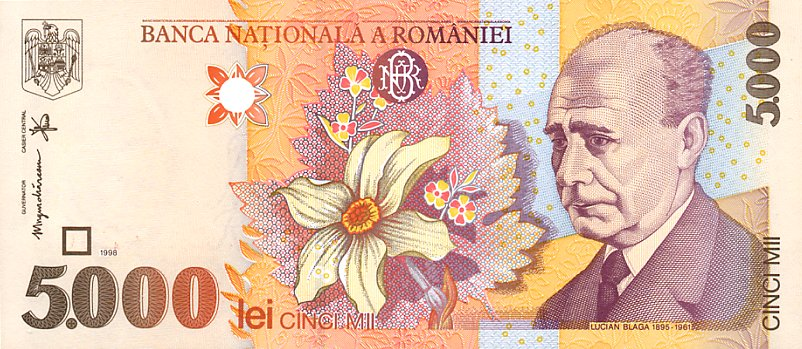
Лучіан Блаґа на банкноті 5000 леїв
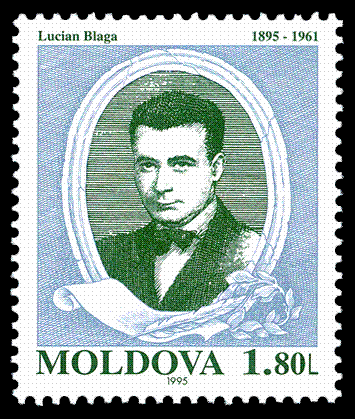
Поштова марка Молдови, 1995

## Праці

### Збірники віршів
- 1919 — Poemele luminii
- 1921 — Paşii profetului
- 1924 — În marea trecere
- 1929 — Lauda somnului
- 1933 — La cumpăna apelor
- 1938 — La curţile dorului
- 1942 — Poezii, ediţie definitivă
- 1943 — Nebănuitele trepte

### П'єси
- 1921 — Zamolxe, mister păgân
- 1923 — Tulburarea apelor
- 1925 — Daria
- 1925 — Ivanca
- 1925 — Învierea
- 1927 — Meşterul Manole
- 1930 — Cruciada copiilor
- 1934 — Avram Iancu
- 1942 — Opera dramatică
- 1944 — Arca lui Noe
- 1964 — Anton Pann

### Ессе
- 1922 — Cultură şi cunoştinţă
- 1924 — Filosofia stilului
- 1925 — Fenomenul originar
- 1925 — Feţele unui veac
- 1926 — Daimonion
- 1931 — Eonul dogmatic
- 1933 — Cunoaşterea luciferică
- 1934 — Censura transcendentă
- 1934 — Orizont şi stil
- 1936 — Spaţiul mioritic (філософія румунської культури)
- 1936 — Elogiul satului românesc (промова на честь прийому до Академії Румунії)
- 1937 — Geneza metaforei şi sensul culturii
- 1939 — Artă şi valoare
- 1940 — Diferenţialele divine
- 1941 — Despre gândirea magică
- 1941 — Religie şi spirit
- 1942 — Ştiinţă şi creaţie
- 1947 — Despre conştiinţa filosofică
- 1948 — Aspecte antropologice
- 1966 — Gândirea românească în Transilvania în secolul al XVIII-lea
- 1968 — Zări şi etape
- 1969 — Experimentul şi spiritul matematic
- 1972 — Isvoade
- 1977 — Fiinţa istorică